# Рид, Роберт (актёр)
Ро́берт Рид (англ. Robert Reed; 19 октября 1932[…], Хайленд-Парк, Иллинойс — 12 мая 1992[…], Пасадина, Калифорния) — американский актёр театра, кино и телевидения.

## Биография
Джон Роберт Ритц-младший родился 19 октября 1932 года в Хайленд-Парке, штат Иллинойс. Отец — Джон Роберт Ритц-старший (ум. 1975), госслужащий, мать — Хелен Тивербо (ум. 2002), домохозяйка. В 1946—1947 годах семья переехала сначала в Маскоги, штат Оклахома, где Ритц-старший занимался разведением индеек и скота, а Ритц-младший окончил высшую школу в 1950 году, затем в Навасоту, штат Техас.
После школы Джон поступил в Северо-Западный университет на драматический факультет. Вскоре он перевёлся в Королевскую академию драматического искусства в Лондоне, также обучался в Лондонском университете, где изучал творчество Уильяма Шекспира. Учась в Северо-Западном университете Джон начал играть в спектаклях, тогда же взял себе сценический  псевдоним Роберт Рид.
Впервые на экранах Роберт появился в 1957 году в эпизодической роли (в титрах не указан) в фильме «Приятель Джои». Наиболее запомнился зрителям Рид исполнением роли Кеннета Престона в сериале «Защитники» (в 132 эпизодах за 4 года) и ролью Майка Брэди в сериале «Семейка Брэди» (в 117 эпизодах за 5 лет).
Был членом Актёрской студии с 1962 года.

### Личная жизнь
С 17 июля 1954 года по 10 июля 1959 года (развод) был женат на Мэрилин Розенбергер, своей однокурснице по Северо-Западному университету, причём расстались они уже спустя два года после свадьбы. От этого брака есть дочь, Карен Лей Болдуин (род. 1956), которая родила сына, Уильяма Райана. После смерти актёра выяснилось, что он был гомосексуалом, но скрывал это, опасаясь за свою карьеру.

### Смерть
У Роберта Рида был диагностирован ВИЧ, но об этом знали лишь несколько его ближайших друзей. В ноябре 1991 года он лёг в больницу Huntington Memorial Hospital (Пасадина, штат Калифорния), где лечился от рака кишечника, но скончался 12 мая 1992 года, не дожив пяти месяцев до своего 60-летия. Тело актёра было кремировано и захоронено на кладбище Memorial Park Cemetery в городе Скоки, штат Иллинойс, рядом с могилами бабушки (1887—1974), дедушки и дяди.
Единственные люди, которым он разрешал навещать себя в больнице, были дочь и актриса Энн Хейни.

## Награды и номинации
- 1976 — Прайм-тайм премия «Эмми» в категории «Лучший актёр в главной роли в драматическом или комедийном сериале» за роль в эпизоде сериала «Медицинский центр»[англ.] — номинация.
- 1976 — Прайм-тайм премия «Эмми» в категории «Выдающееся продолжительное появление как актёра второго плана в драматическом сериале» за роль в мини-сериале «Богач, бедняк»[англ.] — номинация.
- 1977 — Прайм-тайм премия «Эмми» в категории «Выдающийся актёр второго плана в драматическом или комедийном сериале» за роль в эпизоде мини-сериала «Корни» — номинация.

## Избранные работы

### Телевидение
- 1961—1965 — Защитники / The Defenders — Кеннет Престон, адвокат-сын (в 132 эпизодах)
- 1968—1975 — Менникс[англ.] / Mannix — сержант/лейтенант Адам Тобиас (в 22 эпизодах)
- 1969, 1971 — Любовь по-американски[англ.] / Love, American Style — разные роли (в 3 эпизодах)
- 1969—1974 — Семейка Брэди / The Brady Bunch — Майк Брэди (в 117 эпизодах)
- 1974 — Молитесь за Диких кошек[англ.] / Pray for the Wildcats — Пол Макилвейн
- 1976 — Богач, бедняк[англ.] / Rich Man, Poor Man — Тедди Бойлан (в 5 сериях)
- 1976 — Под колпаком / The Boy in the Plastic Bubble — Джонни Любич
- 1977 — Корни / Roots — доктор Уильям Рейнольдс (в 3 сериях)
- 1977, 1978, 1983—1985, 1987 — Лодка любви / The Love Boat — разные роли (в 6 эпизодах)
- 1980 — Галактика 1980[англ.] / Galactica 1980 — доктор (профессор) Дональд Мортинсон (в 3 эпизодах)
- 1981 — Смерть девушки с разворота: История Дороти Страттен[англ.] / Death of a Centerfold: The Dorothy Stratten Story — Дэвид Палмер
- 1983, 1984, 1986 — Отель / Hotel — разные роли (в 3 эпизодах)
- 1985, 1988, 1990 — Она написала убийство / Murder, She Wrote — разные роли (в 3 эпизодах)
- 1987 — Охотник[англ.] / Hunter — судья Уоррен Анджер (в 3 эпизодах)
- 1988 — Рождество в семействе Брэди[англ.] / A Very Brady Christmas — Майк Брэди

### Широкий экран
- 1957 — Приятель Джои[англ.] / Pal Joey — юноша (в титрах не указан)
- 1958 — Охотники[англ.] / The Hunters — Джексон (в титрах не указан)
- 1958 — Пуск торпеды[англ.] / Torpedo Run — Вулси (в титрах не указан)
- 1961 — Жажда крови[англ.] / Bloodlust! — Джонни Рэндалл
- 1967 — Поторопи закат[англ.] / Hurry Sundown — Ларс Финчли

### Бродвей
- Босиком по парку[англ.] / Barefoot in the Park
- Смертельная ловушка[англ.] / Deathtrap
- Аванти! / Avanti![6]